# Asesinato y entierro de don José Canalejas
Asesinato y entierro de don José Canalejas es un cortometraje de España dirigido por Enrique Blanco y Adelardo Fernández Arias en 1912. Se reconstruyó el atentado contra José Canalejas, en el que éste resultó muerto en la Puerta del Sol, y se grabó el entierro del mandatario. 
Es la primera película en la que actuó José Isbert, que tenía 26 años. Apenas filma la cámara a los transeúntes socorriendo al presidente, se ve cómo Isbert, en el papel del asesino al que se supone muerto, se pone en pie.

## Reparto
- Rafael Arcos como José Canalejas.
- José Isbert como Manuel Pardiñas Serrano.